# Cephalocassis
Cephalocassis is een geslacht van straalvinnige vissen uit de familie van christusvissen (Ariidae).

## Soorten
- Cephalocassis borneensis (Bleeker, 1851)
- Cephalocassis manillensis (Valenciennes, 1840)
- Cephalocassis melanochir (Bleeker, 1852)